# کانی (قشم)
کانی، روستایی در دهستان دولاب بخش حرا شهرستان قشم در استان هرمزگان ایران است.

## پیشهٔ مردم
مردم این روستا مانند دیگر روستاهای قشم مشغول به صیادی هستند ولی در سال‌های اخیر با توجه به رشد گردشگری در این منطقه برخی نیز از طریق حوزهٔ مورد نظر امرار معاش می‌کنند.

## اقتصاد
در روستای کانی به دلیل وجود دشت‌های زیاد و نوع خاک و محیط متناسب برای پرورش آبزیان از این موقعیت برای رشد اقتصاد و تولید استفاده شده و هم‌اکنون روستای کانی به عنوان یکی از مکان‌های شناخته شده در حوزهٔ پرورش آبزیان در کشور شناخته می‌شود؛ هم چنین اولین مزرعه پرورش میگو متراکم و به روش پیشرفته در جزیرهٔ قشم نیز در این روستا قرار دارد و مزارع پرورش میگو باعث ایجاد اشتغال بسیار خوبی برای افراد گشته‌است.

## جاذبه‌های گردشگری
از جاذبه‌های طبیعی در این منطقه می‌توان به وجود گنبد و غار نمکی، کوه بوخو، دیواره قاضی، دره شوره و چشمه‌های نمکی نام برد.

## مشاهیر
از افراد معروف و بزرگ روستای کانی می‌توان به ابراهیم رووا (ابراهیم ناصحی) و علی عبدالله (علی شافعی)، شیخ مکتوب شافعی و ملا نام برد که در سراسر جزیره شناخته شده بودند و در دوره خود از شخصیت‌های مهم غرب جزیره به‌شمار می‌رفتند.

## جمعیت
بر پایه سرشماری عمومی نفوس و مسکن در سال ۱۳۹۵، جمعیت این روستا برابر با ۳۳۷ نفر (۷۴ خانوار) بوده‌است.